# Syngamia binotalis
Syngamia binotalis là một loài bướm đêm trong họ Crambidae.